# 私たちの作文 (宮崎放送の番組)
『私たちの作文』（わたしたちのさくぶん）は、宮崎放送ラジオ（MRTラジオ）で放送されているラジオ番組である。

## 概要
宮崎県内の小中学生が書いた作文を対象とし、放送している。月曜日から金曜日の16:50 - 17:00に放送（月曜日から金曜日の5:00 - 5:10に再放送）。
1975年1月6日放送開始。宮崎放送制作のラジオ番組では2番目となる長寿番組である（最長寿番組は『歌のない歌謡曲』）。
番組では年に1回「優秀作品表彰」が行われ、入賞作品の表彰と学校協力賞が贈呈される。
鹿児島県の南日本放送でも、類似の番組『私たちの作文』が派生元番組として放送されている。こちらはテーマこそ同一だが、違いは20分枠であるのと、毎回入選作品を発表することである。また、姉妹番組として大分放送の『私の作文』がある。これらの番組はイケダパン一社提供の企画ネット番組という点が共通していたようで、イケダパン自体は1990年代頃に一斉降板したものの、番組自体は2023年現在も続いている点が共通している。他には熊本県（主に県南地域）もイケダパンの展開エリアで、熊本放送の『わたくしの作文』（和歌山放送が開局時からある番組とは別）も姉妹番組であったが、イケダパンが降板するのを期にテレビ番組へと移行し、『ちびっ子タイム・このゆびと〜まれ!!』としたうえで2023年現在も続いているゴールデンタイム直前のミニ番組である。

## 出演者

### パーソナリティ（読み手）
全員が宮崎放送アナウンサー（元職を含む）。
- 竹井由美（ - 2006年3月、2011年4月4日 - ）
- 児玉真生子（2006年4月 - 2007年5月）
- 田中三枝子（2007年6月 - 2009年4月3日）
- 竹内真理（2009年4月6日 - 2011年4月1日）
- 外種子田結（2020年4月 - ）
- 清水玲（2021年 - 2023年3月） - 外種子田産休中の代理で出演。彼女が2022年7月に職場復帰[1]してからもしばらく番組を担当し続けた[2]。

### 講評者
- 宮崎県内の小中学校教員（中学校は国語科担当教員のみ）